# Cunctando restituit rem

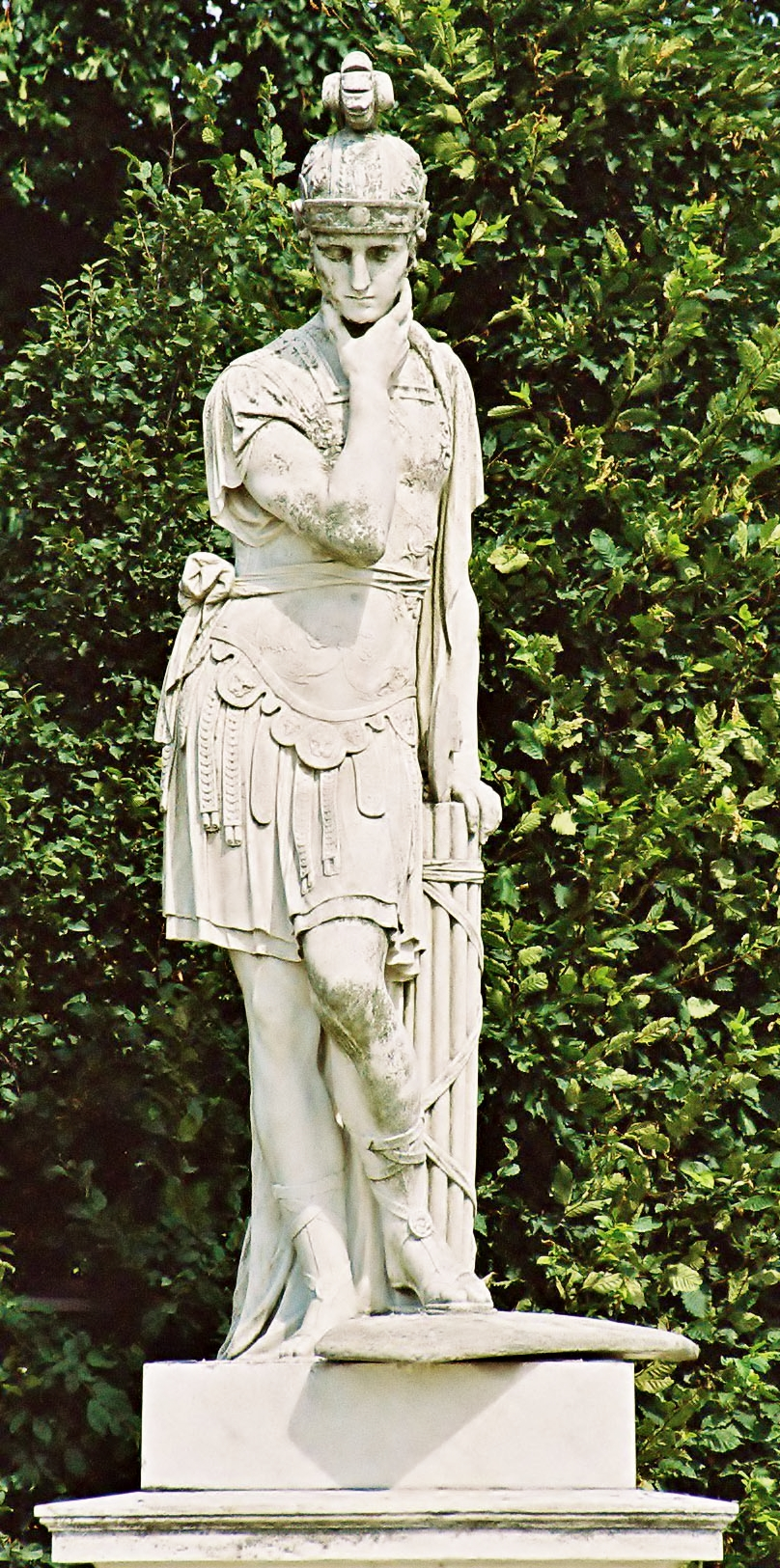
« Фабій Повільний» (Фабій Кунктатор), який за оцінками древніх римлян Зволіканням врятував державу

Cunctando restituit rem —  латинський крилатий вислів. Перекладається як «Зволіканням врятував становище (справу)».
Римський поет  Енній («Аннали», 360) таким чином характеризує полководця  Фабія Максима, якого сенат навесні 217 р. до н. е., після загибелі цілої римської армії під час битви з  Ганнібалом в ущелині біля  Тразіменського озера, поспішно призначив  диктатором, тобто надав йому необмежені повноваження терміном на півроку. Фабій обрав незвичайний спосіб ведення війни. Знаючи, що на відкритій місцевості перевагу мають карфагеняни, він йшов піднесеними місцинами вслід за Ганнібалом, ухиляючись від бою і заважаючи грабувати навколишні землі. Багато хто звинувачував диктатора в боягузтві, але за цю практику, яка давала римлянам можливість зібратися з силами, він отримав почесне прізвисько — Фабій Повільний, або Фабій Кунктатор (тому фабіанізмом називають політику обережного руху до мети).
Він - один чоловік - зволіканням врятував державу. 

Вище, ніж нарікання натовпу, він ставив загальне благо 

Слава за це його, чим далі, тим більше виблискує.
У поемі  Вергілія «Енеїда» слова Еннія повторить Анхіс, батько  Енея, який спеціально для цього спустився в підземне царство, пророкуючи славне майбутнє римського народу і показуючи тих, хто зіграє значну роль у римській історії.

Максим, і ти тут, хто нам зволіканнями врятував державу!

## Приклади цитування
У  Стендаля ця фраза є епіграфом до глави 5 («Угода») роману «Червоне і чорне», в якій батько Жюльєна в ході повільної і продуманої бесіди з паном де Реналем домагається для сина-гувернера більшої платні.